# Омар Бенсон Міллер
Омар Бенсон Міллер (англ. Omar Benson Miller; нар. 7 жовтня 1978, Лос-Анджелес, Каліфорнія, США) — американський актор, режисер, сценарист і кінопродюсер.
Омар Бенсон Міллер виріс в Анагаймі, закінчив Університет штату Каліфорнія в Сан-Хосе. Свою кар'єру в кіно розпочав наприкінці 90-х років. Брав участь у різних телевізійних програмах. Найбільш популярні фільми та серіали Омара Бенсона: «Восьма миля», «Те, що ми втратили», «C.S.I.: Місце злочину Маямі», «Закон і порядок: Спеціальний корпус».

## Фільмографія
| Рік       |   | Українська назва                    | Оригінальна назва                 | Роль                       |
| --------- | - | ----------------------------------- | --------------------------------- | -------------------------- |
| 1999      | с | Закон і порядок: Спеціальний корпус | Law & Order: Special Victims Unit | Руді Бікстон (2006)        |
| 1999—2006 | с | Західне крило                       | The West Wing                     | Орландо Кеттлс (2002)      |
| 2002      | ф | Хлопці з жіночого гуртожитку        | Sorority Boys                     | Біг Джонсон                |
| 2002      | ф | Восьма миля                         | 8 Mile                            | Сол Джордж                 |
| 1999      | с | C.S.I.: Місце злочину Маямі         | CSI: Miami                        | Волтер Сіммонс (2009-2012) |
| 2004      | ф | Потанцюймо?                         | Shall We Dance                    | Верн                       |
| 2005      | ф | Розбагатій або помри                | Get Rich or Die Tryin             | Керіл                      |
| 2005      | ф | Американський пиріг 4: Табір        | American Pie Presents: Band Camp  | Оскар                      |
| 2007      | ф | Щасливець                           | Lucky You                         | Кард Граббер               |
| 2007      | ф | Трансформери                        | Transformers                      | кузен Глена                |
| 2007      | ф | Те, що ми втратили у вогні          | Things We Lost in the Fire        | Ніл                        |
| 2010      | ф | Учень чаклуна                       | The Sorcerer's Apprentice         | Беннет                     |
| 2013      | ф | Останній рубіж                      | Homefront                         | Тіто                       |
| 2025      | ф | Грішники                            | Sinners                           | Корнбред                   |